# Dio (religione romana)
In origine, la cultura degli antichi Romani era collegata ad alcune divinità come i Penati (protettori della domus, intesa sia come "casa" sia come "patria"), i Lari e i Mani, gli spiriti dei defunti o anche le divinità dell'Oltretomba.
Oltre a questi c'erano altre divinità, legate alle attività agricole e alla guerra. Questi dèi, con l'ellenizzazione della cultura romana, furono assimilati ad alcune divinità greche più importanti: l'Ares greco divenne il Marte romano, Artemide confluì in Diana, Afrodite in Venere, Zeus in Giove, Poseidone in Nettuno, Ade in Plutone, Demetra in Cerere, Hermes in Mercurio, Efesto in Vulcano, e così via. La maggior parte di queste divinità erano già presenti nella religione romana, e furono semplicemente collegate a quelle greche in quanto di simili caratteristiche o funzioni.
Gli dèi erano visti dai Romani molto diversamente che dai Greci; mentre questi ultimi li vedevano inclini a parteggiare per gli uomini, i Romani pensavano che fossero entità sostanzialmente poco favorevoli agli uomini, da placare e invogliarsi con sacrifici o danze sacre.

## Corrispondenze tra etruschi, greci e romani
| Divinità etrusca | Divinità greca | Divinità romana | Attribuzione                                                     |
| ---------------- | -------------- | --------------- | ---------------------------------------------------------------- |
| Tinia            | Zeus           | Giove           | dio della luce, il re degli dei e sovrano del cielo              |
| Uni              | Era            | Giunone         | regina degli dei, sorella e moglie di Tinia e patrona di Perugia |
| Velsh            | Efesto         | Vulcano         | dio del fuoco, del metallo e dei fabbri, figlio di Uni           |
| Turan            | Afrodite       | Venere          | dea dell'amore, della bellezza, della fecondità e della salute   |
| Nethuns          | Poseidone      | Nettuno         | dio del mare, fratello di Tinia                                  |
| Turms            | Ermes          | Mercurio        | dio del commercio, protettore dei mercanti e dei viaggiatori     |
| Laran            | Ares           | Marte           | dio della guerra                                                 |
| Matris           | Demetra        | Cerere          | dea delle messi, della fertilità e dell'agricoltura              |
| Artimi           | Artemide       | Diana           | dea della caccia delle donne e della verginità                   |
| Aplu             | Apollo         | Febo            | dio del sole e della luce, fratello gemello di Aritimi           |
| Menrva           | Atena          | Minerva         | dea della sapienza e delle arti                                  |
| Fufluns          | Dioniso        | Bacco           | dio del vino e delle feste                                       |